# Cordia magnoliifolia
Cordia magnoliifolia é uma árvore endêmica do Brasil. De acordo com algumas classificações taxonômicas, ela pertence a família Cordiaceae e à ordem Boraginales de acordo com outras classificações, pertence à família Boraginaceae.

## Morfologia
A C. magnoliifolia  atinge altura de sete a dez metros. Possui copa aproximadamente globosa; ramos jovens angulados, pubérulos, marrom escuros; tronco curto e cilíndrico com trinta a cinquenta centímetros de diâmetro, revestido por casca de cor pardo-escura, pouco espessa e irregularmente partida; caule glabro; folhas simples, oblanceoladas, de base agudo/cuneada, de ápice cuspidado, superfície adaxial e abaxial glabra, com lâmina lustrosa, coriácea, com 19 a 28 por 4,5 a 8,5 centímetros de comprimento e largura respectivamente, com onze a treze pares de nervuras secindárias, com pecíolo curto; inflorescência glabra, terminais, com 18 a 23 centímetros de comprimento; profusas flores brancas, bissexuais de cálice tubular, menores que um centímetro, superfície lisa, corola tubular campanulada, menor do que um centímetro, anteras sem glândulas, estigmas clavados, ovários glabros; fruto do tipo drupa, vermelho, glabro e de formato ovoide, com polpa mucilaginosa e doce. Seu grão de pólen apresenta exina com ornamentação espinhosa, com perfurações e grânulos entre os espinhos.

## Distribuição geográfica
A C. magnoliifolia distribui-se naturalmente nos estados: Minas Gerais, Rio de Janeiro, São Paulo e Paraná no bioma de Mata Atlântica em vegetações do tipo Floresta Ombrófila.

## Madeira
Sua apresenta densidade de 520 kg/m³ e é considerada pouco densa, grã direita, macia ao corte, de textura grossa, de resistência baixa ao ataque de organismos xilófagos, de baixa durabilidade natural.

## Ecologia
Planta de folhas perenes, mesófita, secundária, de frequência baixa e não uniforme em sua área de ocorrência. Produz profusa quantidade de sementes viáveis por ano.

### Fenologia
Floresce praticamente o ano inteiro, sobretudo no verão. Seus frutos amadurecem no outono.